# قلعة لارنكا

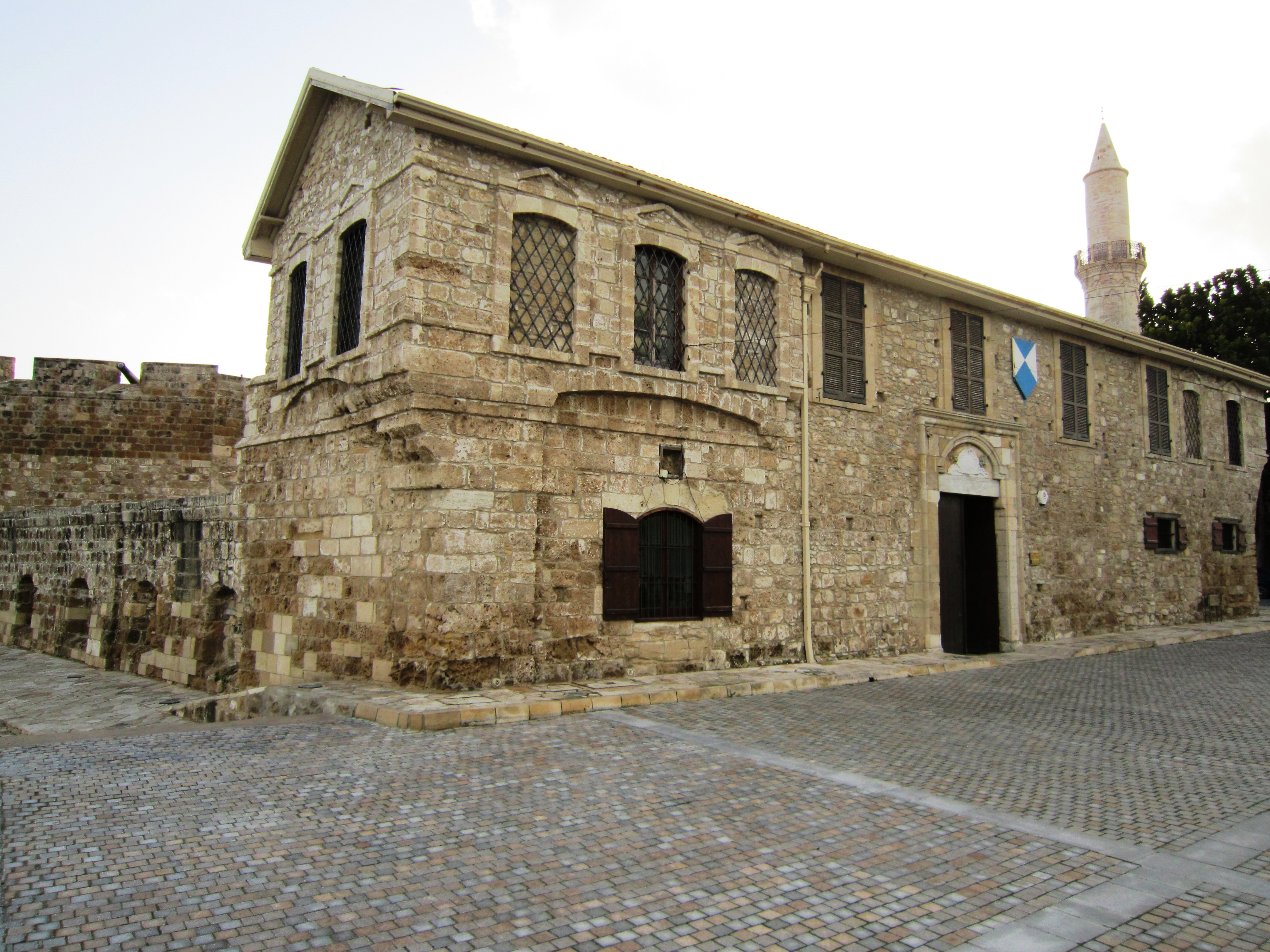
قبرص-قلعة لارنكا 1

موقعها على خارطة قبرص

قلعة لارنكا هي قلعة تقع على الساحل الجنوبي من قبرص. شيد للدفاع عن السواحل الجنوبية لقبرص، وكان يستخدم في وقت لاحق كسجن , تقع قلعة لارنكا على ارتفاع 4 م.

## تأريخها
وقد كانت لارنكا مأهولة بالسكان منذ القرن الثامن قبل الميلاد وتأسست على يد ميسينانس أشنس. وكانت بلدة صغيرة في البداية. مع حصن صغير يجري بناؤها قرب مينائها أثناء الحكم البيزنطي. وليس واضحا عندما تم بناء الحصن البيزنطي في البداية ولكن العديد من المصادر والأبحاث التي تشير وتقوم حول القلعة أن البناء الأولي بدأ في أواخر القرن 12th.
اكتسبت المدينة أهمية خلال العصور الوسطى. بعد احتلال جنوة الميناء الرئيسي للبلاد. فاماغوستا. وكانت الحاجة إلى وجود ميناء جديد في المدينة ظهرت. وبعد وقت قصير لارنكا أصبحت واحدة من الموانئ الرئيسية في مملكة قبرص فكان الحاجة إلى وجود القلعة لحماية المدينة والميناء. وبحلول القرن 18 بدأت القلعة تفقد أهميتها. في النصف الأول من القرن 18، المستكشف الشهير، أبوت جيوفاني حيث سجل على أن القلعة كانت نصف مدمرة.كانت القلعة تخضع للاحتلال الألماني خلال الحرب العالمية الأولى واحتلال استمر من 1914-1918 واستخدمت القلعة كثكنة عسكرية ألمانية. في نهاية الحرب استعادت القلعة من قبل البريطانيين وتم تحويلها إلى سجن حيث تم تثبيت حبل المشنقة لإعدام السجناء. وخلال الحرب الأهلية القبرصية أخذت القلعة من قبل القبارصة اليونانيين وكان يستخدم كسجن حرب.

## أستخدماتها الحالية
بعد استقلال القبارصة تم تحويل القلعة نفسها إلى متحف، في حين تم تحويل فناء القلعة إلى مسرح في الهواء الطلق حيث يستوعب حوالي 200 شخص.

## معرض صور

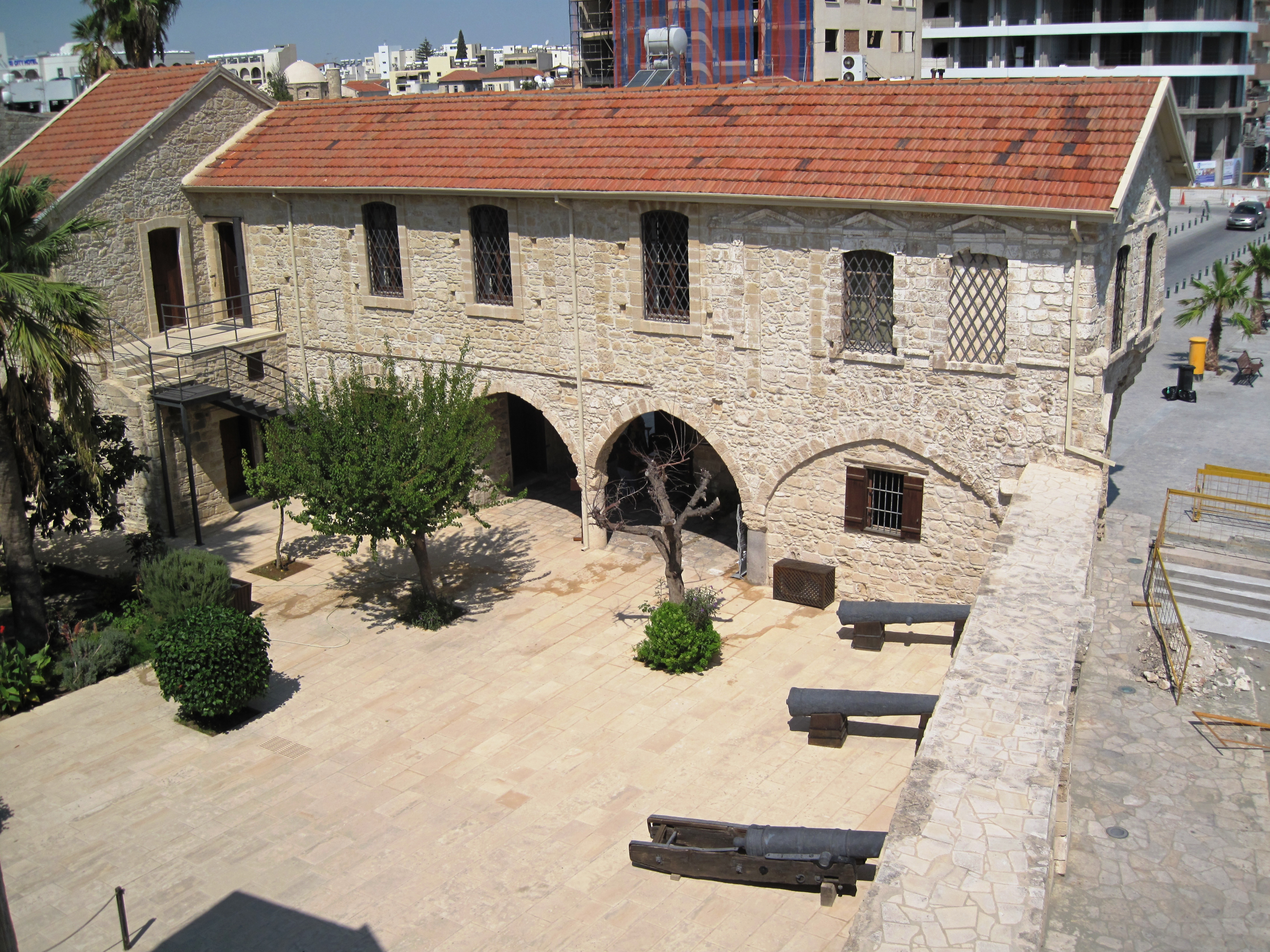
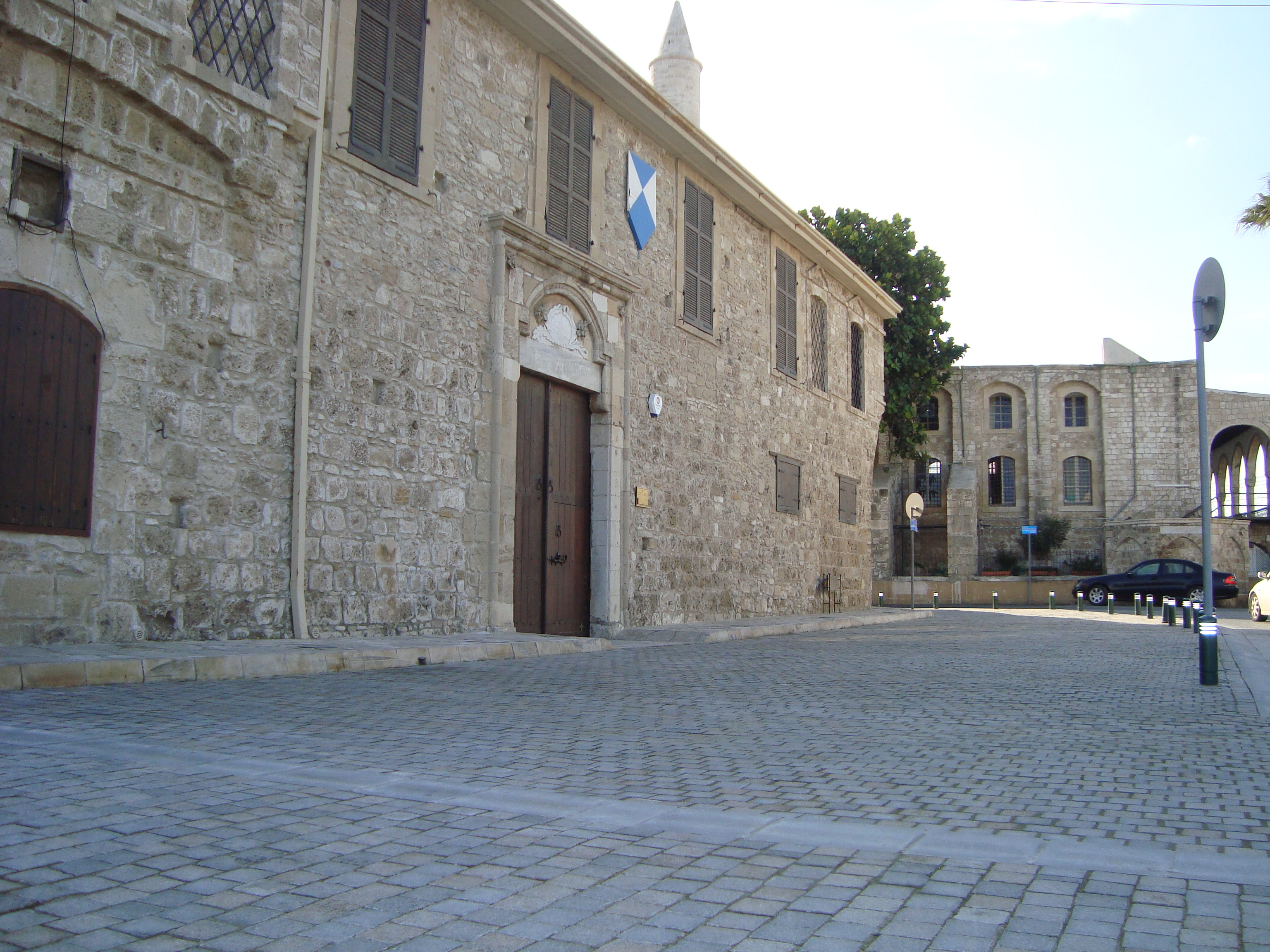
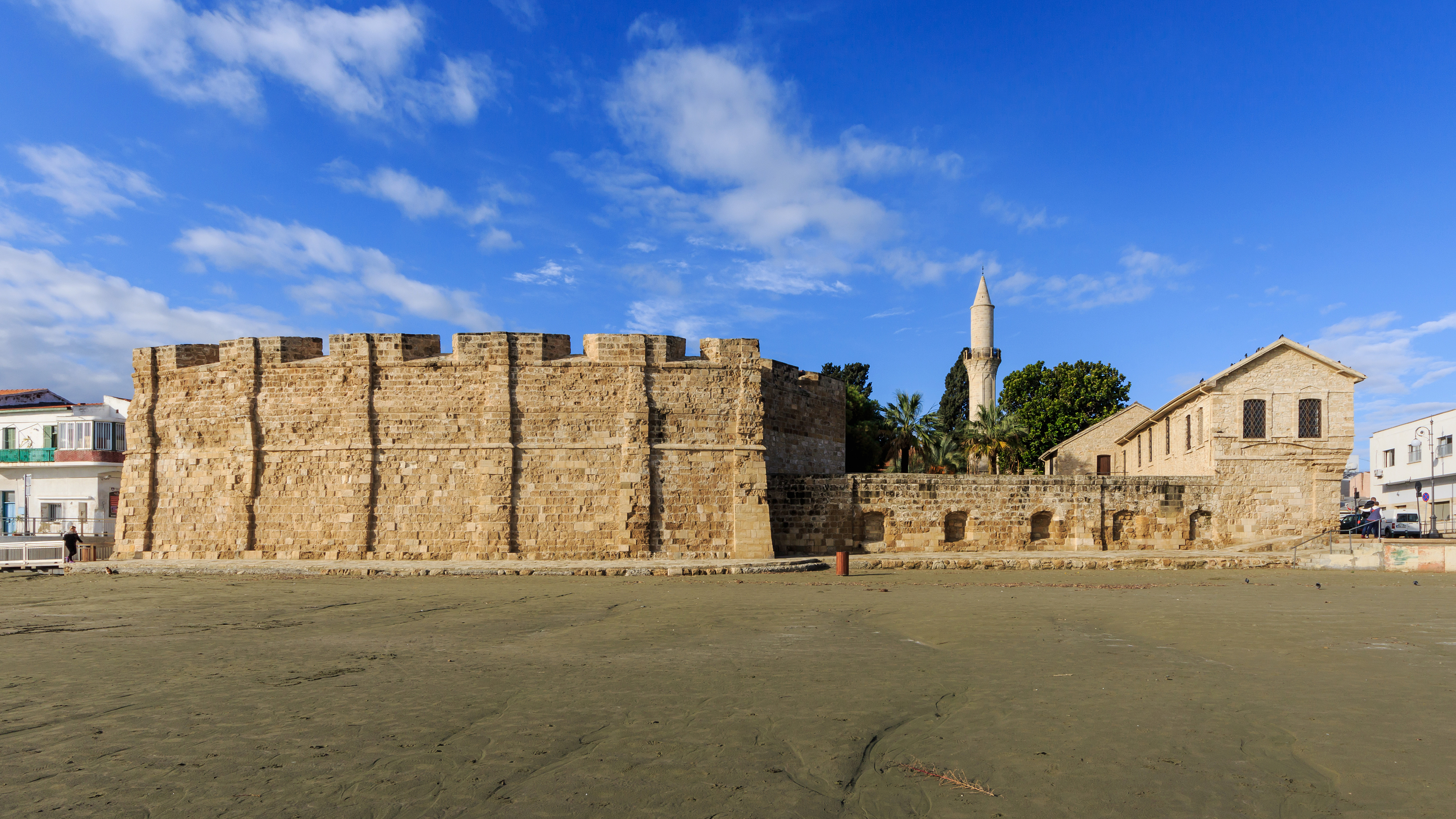